# Prosternation (bouddhisme)
Pour la gestuelle, voir Prosternation.

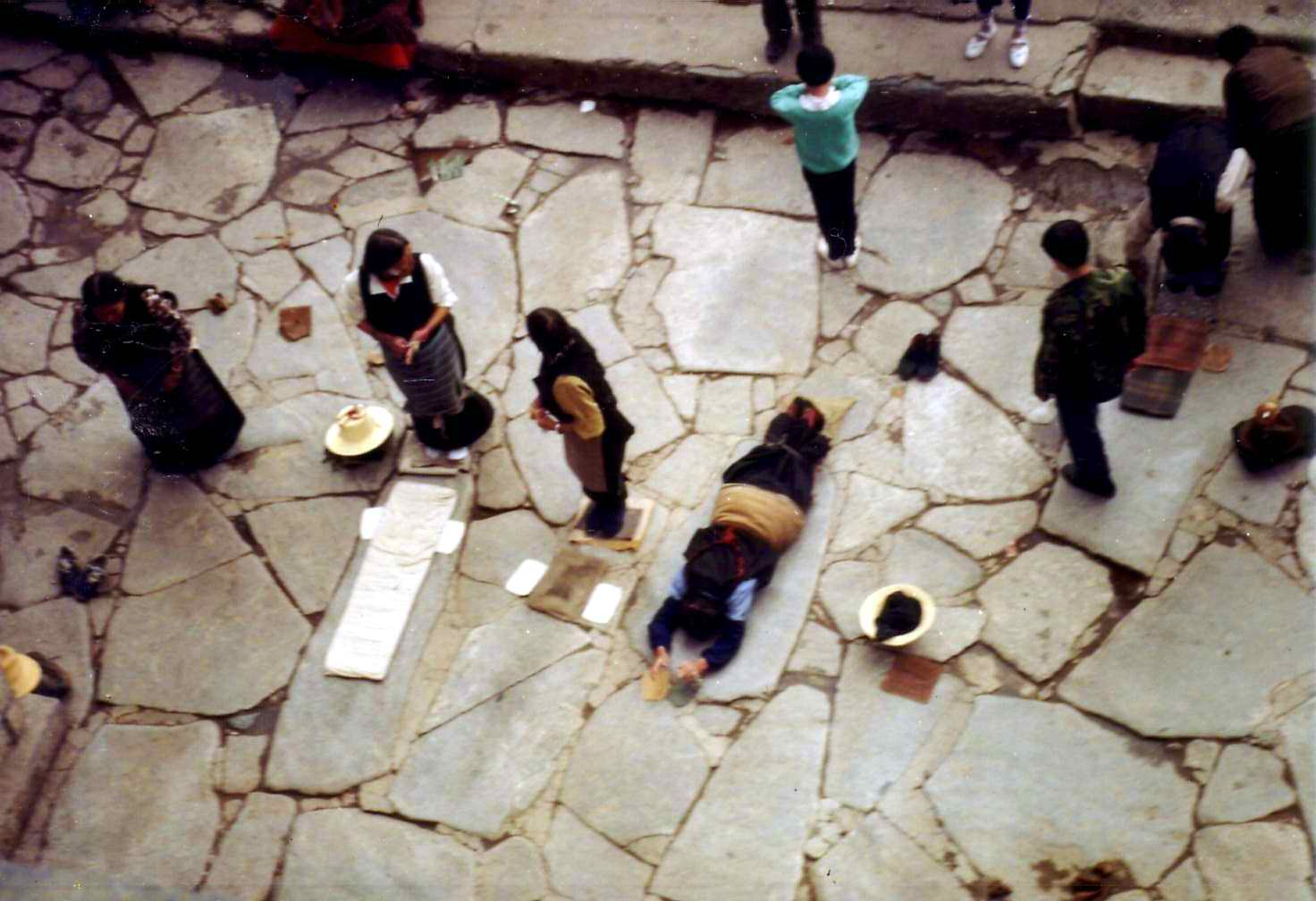
Pèlerins se prosternant devant le temple de Jokhang à Lhassa

Dans le bouddhisme, une prosternation (Pali: panipāta, Skt.: namas-kara, Ch.: li-pai, Jp.: raihai) est un moyen de montrer une vénération envers les Trois Joyaux (comprenant le Bouddha, ses enseignements, et la communauté spirituelle) et d’autres objets de vénération.
Dans le bouddhisme, pour les pratiquants, la prosternation a de multiples avantages qui se surimposent comprenant :
- une expérience de don ou de vénération
- un acte pour se purifier de souillures en particulier de la vanité
- un acte préparatoire pour la méditation
- un acte qui accumule des mérites (voir aussi karma)